# HD 73952
HD 73952 è una stella bianco-azzurra nella sequenza principale di magnitudine 6,45 situata nella costellazione delle Vele. Dista 505 anni luce dal sistema solare e si trova ai margini dell'ammasso aperto IC 2391.

## Osservazione
Si tratta di una stella situata nell'emisfero celeste australe, nella parte sudoccidentale dell'ammasso IC 2391, dominato dalla stella ο Velorum, di quarta magnitudine. La sua posizione è fortemente australe e ciò comporta che la stella sia osservabile prevalentemente dall'emisfero sud, dove si presenta circumpolare anche da gran parte delle regioni temperate; dall'emisfero nord la sua visibilità è invece limitata alle regioni temperate inferiori e alla fascia tropicale. Essendo di magnitudine pari a 6,4, non è osservabile ad occhio nudo; per poterla scorgere è sufficiente comunque anche un binocolo di piccole dimensioni, a patto di avere a disposizione un cielo buio.
Il periodo migliore per la sua osservazione nel cielo serale ricade nei mesi compresi fra dicembre e maggio; nell'emisfero sud è visibile anche all'inizio dell'inverno, grazie alla declinazione australe della stella, mentre nell'emisfero nord può essere osservata limitatamente durante i mesi della tarda estate boreale.

## Caratteristiche fisiche
La stella è una bianco-azzurra nella sequenza principale; possiede una magnitudine assoluta di 0,5 e la sua velocità radiale positiva indica che la stella si sta allontanando dal sistema solare.

## Sistema stellare
HD 73952 è un sistema stellare formato da due componenti. La componente principale A è una stella di magnitudine 6,45. La componente B è di magnitudine 14,0, separata da 22,2 secondi d'arco da A e con angolo di posizione di 294 gradi.